# Токтогул (Иссык-Кульская область)
Токтогул (кирг. Токтогул) — село в Ак-Суйском районе Иссык-Кульской области Кыргызстана. Входит в состав Ак-Булунского аильного округа. Код СОАТЕ — 41702 205 805 03 0.

## Население
По данным переписи 2009 года, в селе проживало 1209 человек.

## История
Указом  Президиума Верховного Совета Киргизской ССР от 19.04.1941 г. село Зындан переименовано в Токтогул, Зынданский сельсовет в Токтогульский.